# Willem Krikken
Willem Krikken (Emmen, 14 januari 1921 – Winschoten, 18 september 1995) was een Nederlands politicus van de PvdA.
Hij begon zijn ambtelijke loopbaan in 1940 bij de gemeentesecretarie van zijn geboorteplaats Emmen en twee jaar later maakte hij de overstap naar de rijksinspectie voor het bevolkingsregister in Den Haag. Vanaf 1947 was hij vijf jaar werkzaam bij de gemeentesecretarie in Zaltbommel waarna hij ging werken bij de gemeente Opsterland waar hij het bracht tot chef algemene zaken. In december 1959 werd Krikken benoemd tot burgemeester van Nieuwolda. Hij vervulde die functie tot februari 1983 toen hij vervroegd met pensioen ging. Hij overleed in 1995 op 74-jarige leeftijd.